# Duomo di San Leucio
Il duomo di San Leucio è la chiesa patronale di Atessa, in provincia di Chieti. È intitolata a Leucio d'Alessandria, primo vescovo di Brindisi.

## Storia

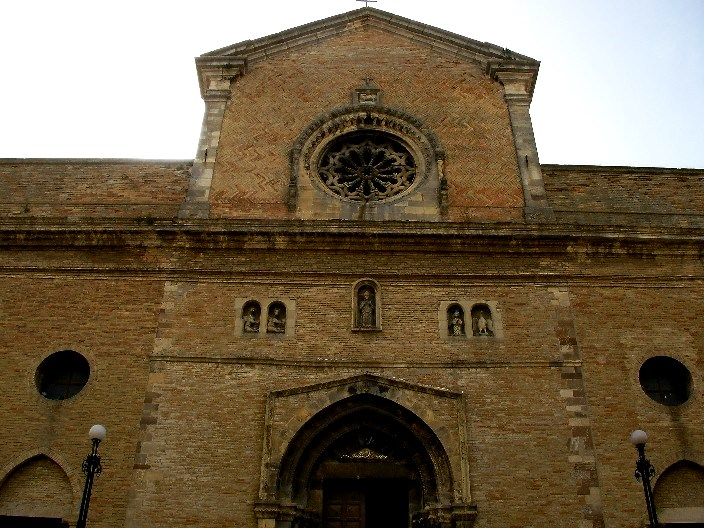
La facciata con il rosone.

La prima chiesa intitolata a San Leucio risale all'874, come accertato da fonti documentarie. Nel corso dell'XI secolo, con la conquista normanna dell'Abruzzo, fu possesso dei Conti Roberto I di Loritello e suo fratello Drogone (detto Tasso, o Tassone, o Tascione), che governavano la fascia adriatica della regione, tanto è vero che nel 1096 essi la restituirono al Vescovo Teatino Rainolfo. Lo storico locale Tommaso Bartoletti riporta la notizia di un restauro avvenuto nel 1312, in occasione del quale sarebbe stato realizzato il rosone dalla scuola Lancianese di Francesco Petrini e le rappresentazioni
simboliche dei quattro evangelisti. Infatti sono assai evidenti le somiglianze ai rosoni della stessa scuola presenti sulle facciate di Santa Maria Maggiore a Lanciano e del duomo di Larino. Intorno alla metà del XIV secolo il duomo poteva presentarsi con un impianto di tipo basilicale a tre navate con archi ogivali sorretti da pilastri. Per altre notizie sull'edificio bisognerà attendere il 1596, quando gli intagliatori Antono Parvolo e Giambattista Cerinola ricevettero l'incarico di realizzare la custodia grande e un baldacchino all’altare maggiore. Una nuova ristrutturazione perseguita nel 1750 portò all'ampliamento dell'aula a cinque navate, alla costruzione del campanile e al rifacimento della facciata, con un timpano curvilineo e due volute laterali. Al 1769 è riconducibile l'aggiunta per opera degli intagliatori Mascio del coro ligneo, del pulpito, della cassa dell'organo, della cattedra prepositurale e delle due sedie del magistrato. Negli anni novanta dell'Ottocento fu ampliata la strada su cui si affaccia la chiesa, che fu anche modificata di quota.
Con un'invasiva opera di restauro nel 1935 fu ripristinata su commissione della Soprintendenza abruzzese l'originale facciata medioevale, con un timpano triangolare, l'eliminazione delle volute, la sostituzione delle finestre sui portali laterali con oculi e lo spostamento in basso delle nicchie con i simboli degli evangelisti, che prima si trovano ai lati del rosone.
Nel 2003 sono stati riportati alla luce due affreschi del XIII-XIV secolo che si celavano dietro il coro, rimosso provvisoriamente per un restauro, e un frammento di citazione di un salmo in caratteri gotici.

## Descrizione

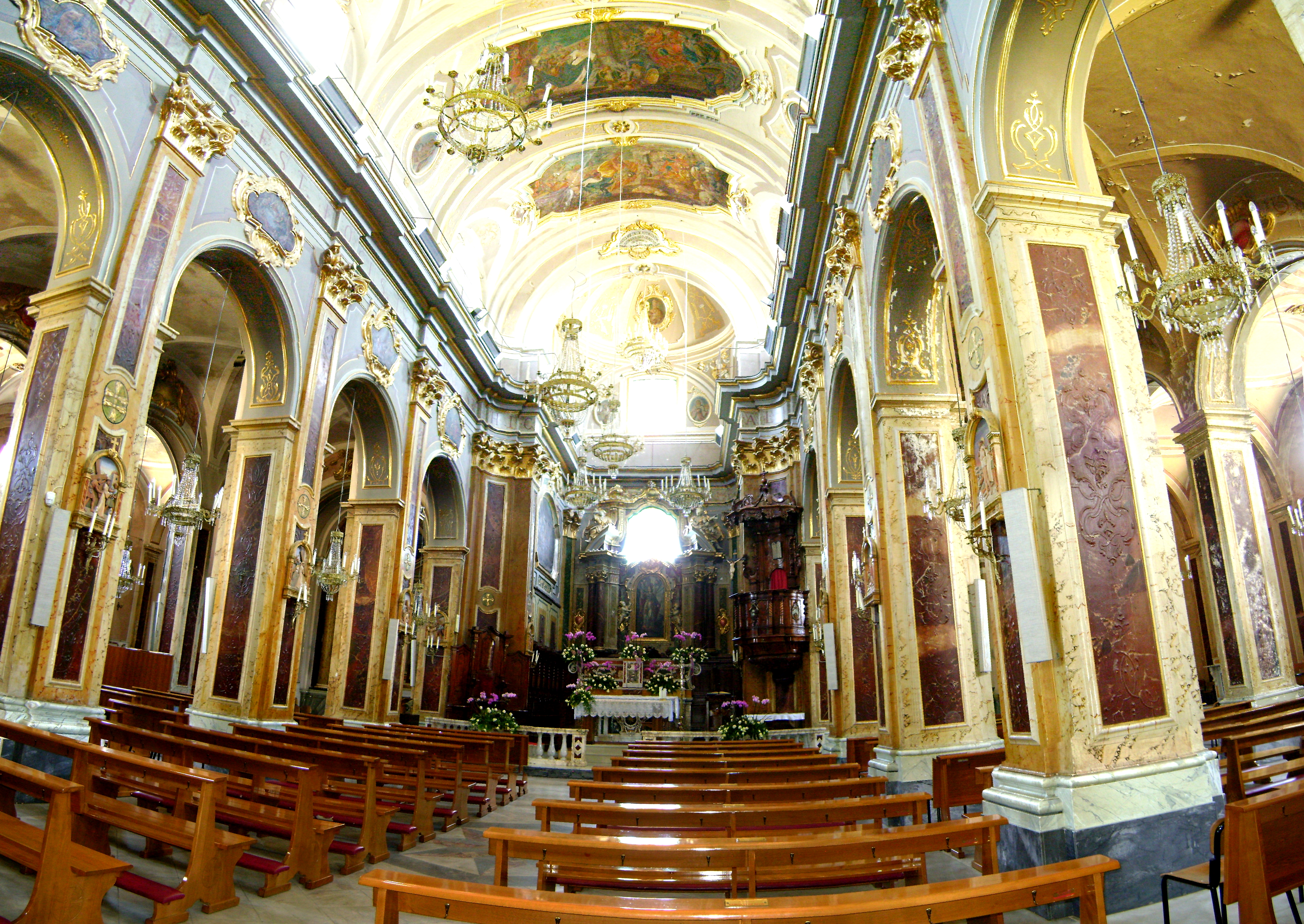
L'interno barocco con le sue cinque navate.

### L'esterno
Secondo la leggenda San Leucio, vescovo di Brindisi, uccise il drago che seminava terrore tra Ate e Tixia, i due primi nuclei abitativi della città di Atessa, impedendo loro di unirsi. Dopo avere ucciso il drago, egli diede il sangue ed una costola al popolo perché venisse custodita in ricordo dell'accaduto. La costola attualmente è conservata nella chiesa intitolata proprio al Santo. L'edificio sorge nel luogo dove secondo la leggenda vi era la grotta del drago.
A causa dei diversi accrescimenti subiti nel corso del tempo, la facciata, con la sua disorganicità, non rivela la reale articolazione interna in quanto interessa solo la navata centrale e le prime due laterali. Le navate più esterne sono invece inglobate nelle costruzioni adiacenti. Due pronunciate rampe di accesso, realizzate nel 1935 con colonnine degne di nota per il loro disegno asimmetrico dallo scultore Felice Giuliante, congiungono la superficie stradale con i tre portali. Di questi ultimi, tutti a sesto acuto, solo quello centrale è strombato e presenta una decorazione più ricca. I conci disposti a sesto acuto del portale centrale sono contenuti entro una cornice poligonale. In asse con il portale, proseguendo verso l'alto, si trova una nicchia contenente una statua di San Leucio, che a sua volta è affiancata da altre due per lato nelle quali sono celati i simboli degli evangelisti. La cortina muraria in laterizio della facciata è sezionata orizzontalmente da una cornice, sopra il quale il settore della navata centrale mostra una fattura in opus spicatum ed è delineato lateralmente da due lesene in pietra e da una cornice a spiovente sulla sommità.
Il rosone è sormontato da una piccola edicola contenente la scultura dell’agnello crocifero ed è racchiuso entro un archivolto che poggia su leoni stilofori. Il traforo è composto da colonnine tortili radiali dalla quale sono impostati due giri contrapposti di archetti trilobati.

### L'interno

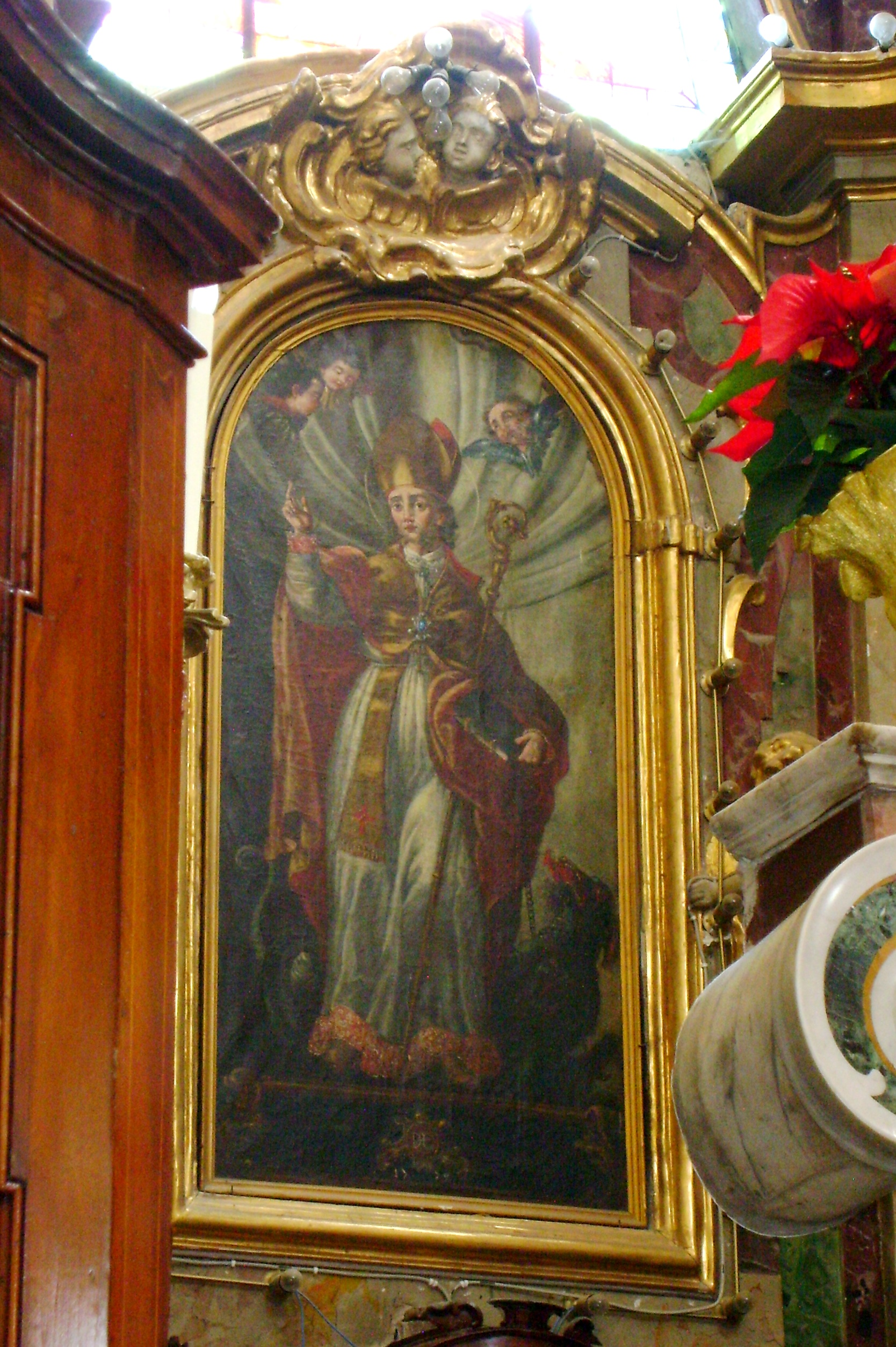
Il dipinto di San Leucio.

L'ambiente interno, alquanto ampio in larghezza ma piuttosto ridotto in lunghezza, è interamente rivestito di decori tardo-barocchi dalla tonalità rosso-bruno, oro, beige e grigio, imitando le vene naturali del marmo. Alle pareti laterali è addossata una serie di tredici altari in marmo, sopra il quale sono apposti quadri ad olio con figure di santi, molti dei quali ex voto.
Nella navata centrale campeggia un pulpito riccamente intagliato in noce massiccia, un altrettanto decorato coro ligneo, una cattedra prepositurale e la cassa dell’organo, opere dei fratelli Mascio di Atessa e risalenti al XVIII secolo. Lo scranno centrale è sovrastato da una tela di Ludovico Teodoro raffigurante San Leucio, datata 1779. Gli affreschi che decorano la volta sono opera di Teodoro Trentino e dell'atessano Ferri, riconducibili al XVIII e XIX secolo. Sono presenti poi un crocifisso ligneo di scuola napoletana datato 1750, una statua rinascimentale in terracotta raffigurante forse San Giuseppe e, presso la sacrestia, una costola fossile del mitico "dragone", in realtà appartenente ad un mammifero di grossa taglia, probabilmente donato alla chiesa come ex voto in epoca medioevale.
Il cosiddetto "tesoro" della chiesa di San Leucio è costituito da opere di oreficeria, materiale archivistico, un ricco corredo di paramenti, statue, arredi, candelabri e tessuti ricamati, messi insieme dalla devozione dei fedeli locali e dalle scelte amministrative del clero. Spiccano in particolare l'ostensorio in argento dorato di Nicola da Guardiagrele del 1418, lavorato a cesello e bulino e con smalti e lavorazioni in filigrana, su cui sono rappresentate varie figure che culminano con San Michele che brandisce la spada. Sono poi da ricordare la croce processionale anch’essa attribuita a Nicola da Guardiagrele, il busto di San Leucio in argento dorato, fuso a Roma nel 1731 ma terminato solo nel 1857 e i messali miniati del XV e XVI secolo, a cui si aggiungono libri corali, pergamene, cartegloria, calici, croci, reliquiari e gioielli donati da privati come ex voto per la grazia ricevuta.

## Galleria d'immagini

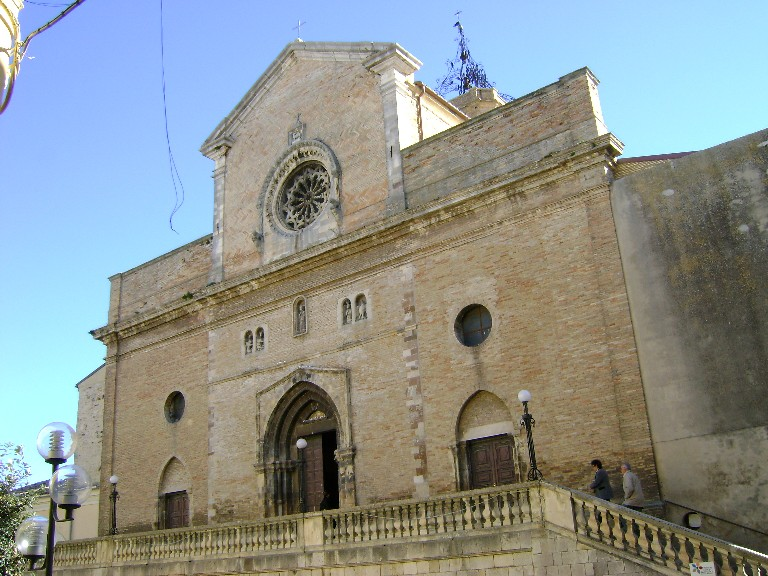
La facciata.
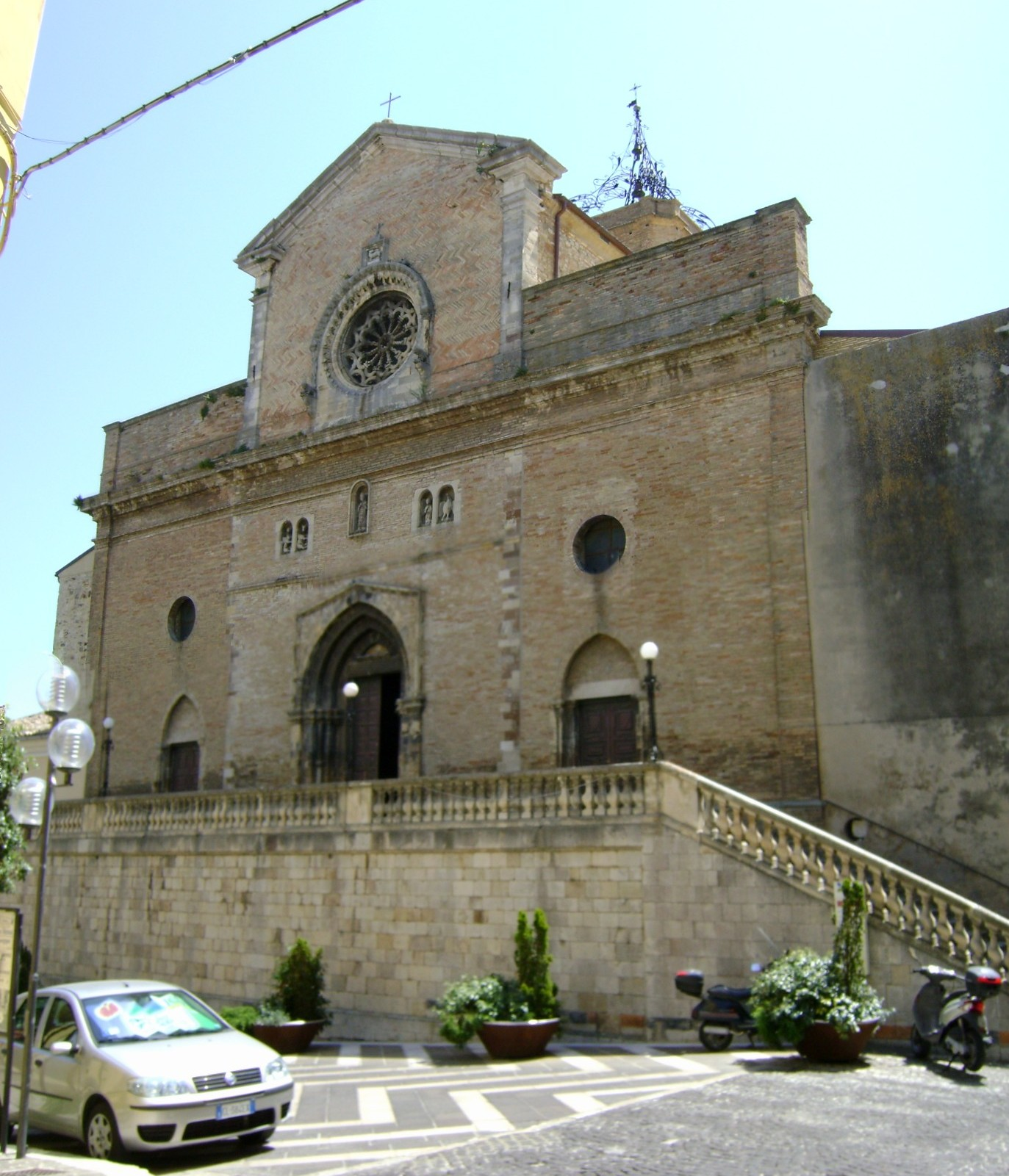
La facciata e la scalinata.
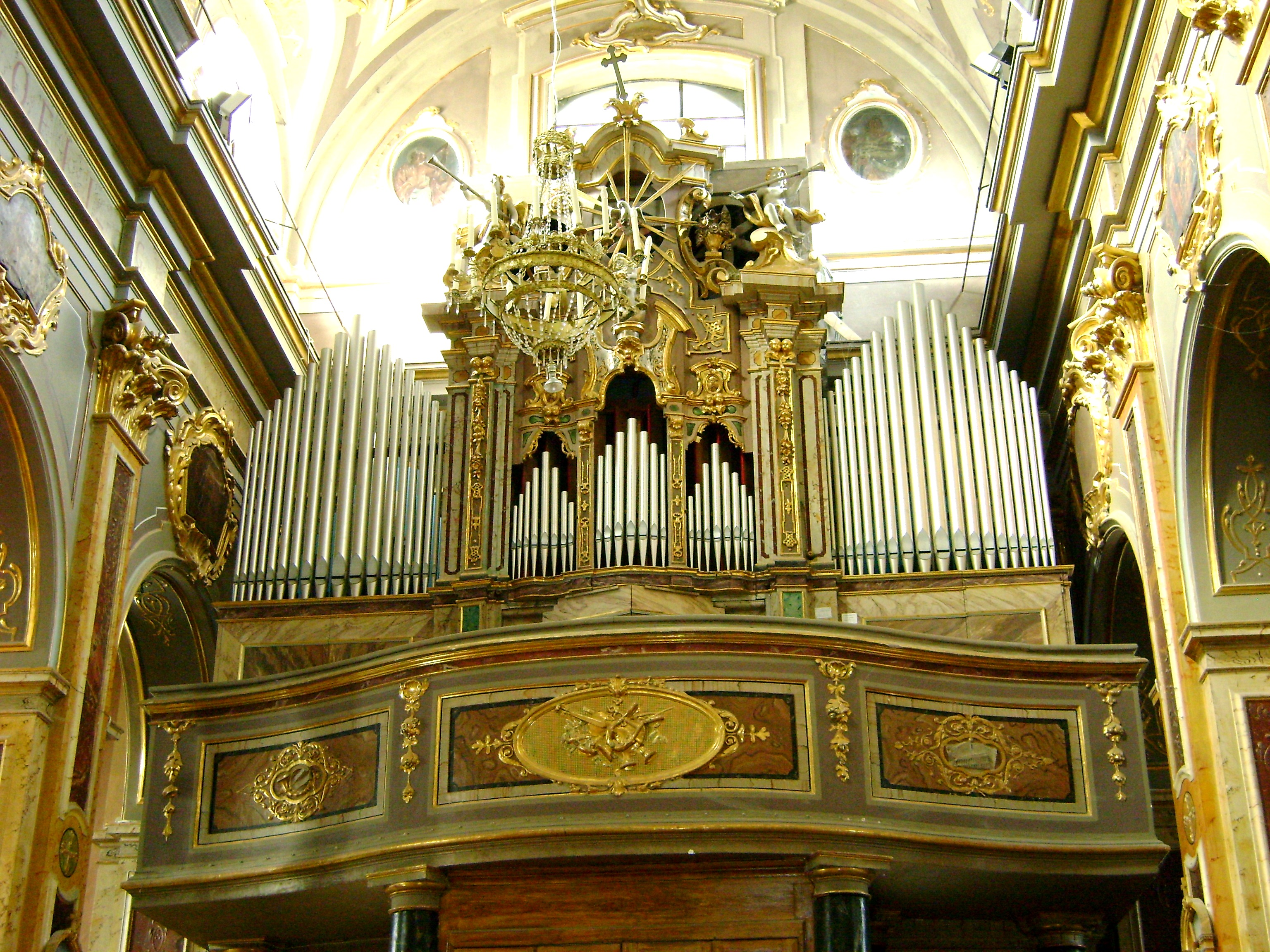
L'organo.
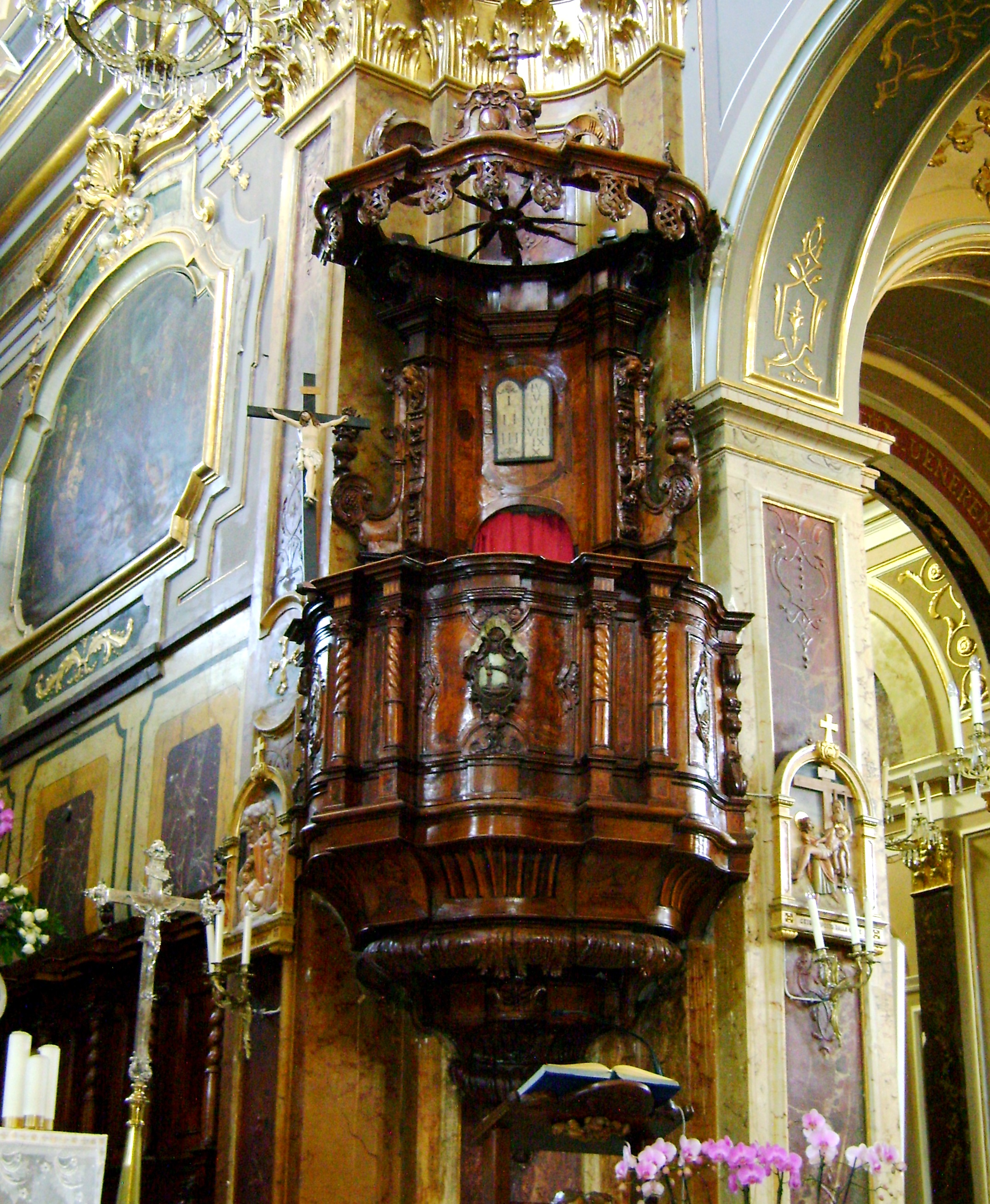
Il pulpito.